# Ludmilla Chiriaeff
Ludmilla Alexandrovna Chiriaeff, CC (* 10. Januar 1924 in Riga, Lettland; † 22. September 1996 in Montreal, Kanada) war eine lettisch-kanadische Balletttänzerin und Choreografin. Sie gründete die Compagnons de la danse, die Académie des Grands Ballets und die École supérieure de danse au Québec.

## Leben und Werk

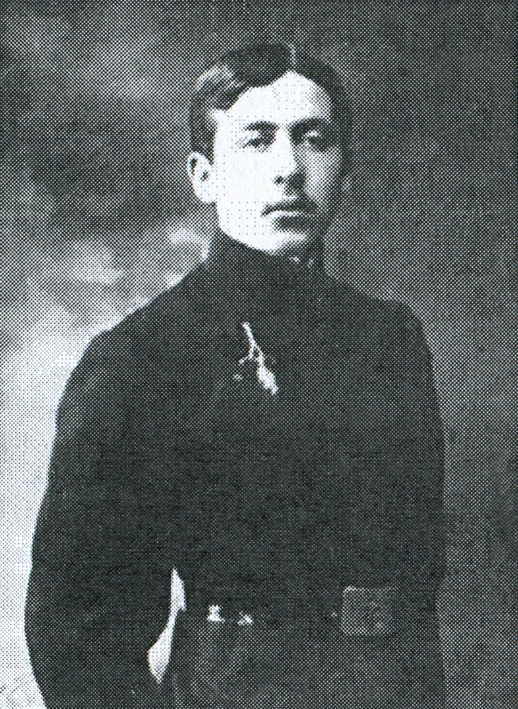
Foto von Chiriaeffs Vater, Nikolaï Otsoup, in Uniform, 1913

Chiriaeff war die Tochter des russisch-jüdischen Vaters Alexandr Otsup, eines unter dem Pseudonym Sergej Gorny bekannten Schriftstellers, und seiner Frau Ekaterina Otsup polnischer Abstammung. Sie wuchs in Berlin auf, wo sie in Tanz ausgebildet wurde. Sie tanzte als Ludmilla Otzup-Gorny oder Ludmilla Gorny am Theater am Nollendorfplatz und wurde in den ersten Jahren des Zweiten Weltkriegs Solistin an der Berliner Oper. 
Anfang 1940 ordnete die Gestapo die Überwachung von ihr und ihren Eltern an, da die Familie keine offizielle Staatsbürgerschaft besaß und ihr Vater jüdische Vorfahren hatte. Sie wurde daher aus der Reichstheaterkammer ausgeschlossen und wie die meisten Künstler wurde sie zwangsverpflichtet, um in einer Waffenfabrik zu arbeiten. Dort lernte sie Frans van der Spek kennen, mit dem sie nach Goslar floh und den sie am 15. Mai 1945 heiratete. Im Sommer 1946 erhielt sie ein Visum und eine Arbeitserlaubnis in der Schweiz, wo sie in Lausanne als Solistin und Choreografin engagiert wurde. Sie tanzte in den Balletttruppen von Lausanne und Genf und heiratete am 24. März 1947 den Künstler Alexis Chiriaeff. In Genf gründete sie ihre erste Schule und ihre erste Kompanie, die Ballets du Théâtre des Arts. Im Juni 1947 zogen auch ihre Eltern in die Schweiz.

## Gründung von Ballettschulen in Kanada
1952 zog sie, immer noch staatenlos, mit ihrem Mann und ihren beiden Kindern nach Quebec. 1952 wurde das öffentlich-rechtliche Fernsehen CBC/Radio-Kanada gegründet und beauftragte Chiriaeff, monatliche Ballettaufführungen für sein Programm, insbesondere für die Sendung L’Heure du Concert, zu produzieren. Dieser Auftrag gab den Anstoß zur Gründung des Chiriaeff Ballets. In den Jahren 1957 und 1958 gründete sie Les Grands Ballets Canadiens de Montréal. Hier unterstützte sie der Tänzer und Choreograf Fernand Nault, der 1965 nach einem 21-jährigen Aufenthalt am American Ballet Theatre in New York City nach Montreal zurückkehrte. Chiriaeff richtete aufgrund dieser Zusammenarbeit Tanzkurse für Jungen und junge Männer ein, von denen einige den Grands Ballets Canadiens beitraten. 
1964 heiratete sie Uriel Luft, den Generaldirektor der Grands Ballets Canadiens, mit dem sie zwei Kinder hatte.
1966 gründete Chiriaeff auf Wunsch des Ministeriums für Kultur und Kunst von Quebec, des Ministère de la Culture et des Communications, die École supérieure de danse. Als Erweiterung der Académie des Grands Ballets Canadiens bestand die Aufgabe dieser Schule darin, Lehrer, Choreografen und professionelle Tänzer auszubilden, und es war die erste Einrichtung in Quebec, die sich ausschließlich der professionellen Ausbildung von Tänzern widmete. 1980 schlossen sich Les Grands Ballets Canadiens und die École de danse supérieur zur Maison de la danse du Québec im Montrealer Stadtteil Plateau Mont-Royal zusammen.
Von 1971 bis 1976 war Chiriaeff Generalvorsitzende des Tanzverbandes Fédération des Loisirs-Danse du Québec. Außerdem war sie von 1972 bis 1976 Jurymitglied beim internationalen Ballettwettbewerb in Varna, Bulgarien. Sie war häufig Dozentin für Tanz, sowohl in Montreal als auch im Ausland.
Nachdem sie sich 1974 von der künstlerischen Leitung der Grands Ballets Canadiens zurückgezogen hatte, führte sie Ballettprogramme ein, darunter 1975 in Montréals Pierre Laporte Secondary School, 1979 in der CEGEP du Vieux Montréal und 1986 in der École Laurier für Grundschulkinder.
Sie starb 1996 im Alter von 72 Jahren in Montreal.

## Auszeichnungen
- 1969: Offizier des Order of Canada Compagnion[8]
- 1978: Mitglied der Académie des Grands Montréalais
- 1982: Ehrendoktorwürde der McGill University
- 1982: Ehrendoktorwürde der Universität Montreal
- 1984: Compagnion des Order of Canada
- 1985: Grand Officer de l’Ordre National du Québec
- 1992: Nijinsky-Preis
- 1993: Performing Arts Award des Generalgouverneurs[9]
- 1988: Ehrendoktorwürde der Université du Québec[10]
- 2011: Enthüllung eines Denkmals in Rawdon zum 15. Todestag der Gründerin der Grands Ballets Canadiens
- 2022: Am 8. März 2022, dem Internationalen Frauentag, ernannte die Regierung von Quebec Ludmilla Chiriaeff zu einer historischen Persönlichkeit.[4][11]